# Чайка, Мария Тихоновна
Мария Тихоновна Чайка (бел. Марыя Ціханаўна Чайка; 1929—1997) — советский и белорусский учёный в области физиологии и биохимии растений, доктор биологических наук (1978), профессор (1992), член-корреспондент Академии наук Белоруссии (1991).

## Биография
Родилась 31 декабря 1929 года в городе Горки, Могилевской области Белорусской ССР в семье известного учёного в области физиологии растений Т. Н. Годнева.
С 1946 по 1951 год обучалась на биологическом факультете Белорусского государственного университета, который окончила с отличием. С 1951 по 1955 год обучалась в аспирантуре Институте физиологии растений имени К. А. Тимирязева АН СССР.
С 1956 по 1961 год на научно-исследовательской работе в Институте экспериментальной ботаники АН Белорусской ССР в качестве младшего и старшего научного сотрудника Лаборатории биохимии растений, под научным руководством А. С. Вечера занималась исследованиями биогенеза нелистовых пластид.
С 1967 года на научной работе в Лаборатории биофизики и изотопов АН Белорусской ССР (с 1973 года — Институт фотобиологии, с 1992 года — Институт биофизики и клеточной инженерии Академии наук Белоруссии) в качестве старшего научного сотрудника, с 1981 года — руководитель Лаборатории физиологии фотосинтетического аппарата, занималась изучением физиологических основ формирования фотосинтетического аппарата, определяющих устойчивость и продуктивность растений.

### Научно-педагогическая деятельность и вклад в науку
Основная научно-педагогическая деятельность М. Т. Чайка была связана с вопросами в области физиологии и биохимии растений, занималась исследованиями в области биогенеза фотосинтетических мембран и физиологии пластидного аппарата, биохимии и физиологии фотосинтетического аппарата. Под её руководством были разработаны методики используемые в селекции.
В 1955 году защитила кандидатскую диссертацию по теме: «Исследование влияния газового и светового режима на накопление жира в семенах мака масличного», в 1978 году защитила докторскую диссертацию на соискание учёной степени доктор биологических наук по теме: «Исследование биосинтеза хлорофилла и биогенеза пигмент-белковых комплексов пластидных мембран». В 1992 году ей было присвоено учёное звание профессор. В 1991 году она был избрана член-корреспондентом Академии наук Белоруссии. М. Т. Чайкой было написано более сто двадцати научных работ в том числе трёх монографий и трёх свидетельства на изобретения.

## Основные труды
- Исследование биосинтеза хлорофилла и биогенеза пигмент-белковых комплексов пластидных мебран. — Минск, 1977. — 396 с.
- Биосинтез хлорофилла в процессе развития пластид / М. Т. Чайка, Г. Е. Савченко; Ред. А. А. Шлык. — Минск : Наука и техника, 1981. — 168 с.
- Фотосинтетический аппарат и селекция тритикале / М. Т. Чайка, В. Н. Решетников, А. К. Романова и др.; Под ред. Н. В. Турбина, Л. В. Хотылевой; Ин-т фотобиологии АН БССР и др. — Минск : Навука i тэхнiка, 1991. — 239 с. ISBN 5-343-00107-6[4]

## Награды
- Медаль «За трудовую доблесть» (1989)
- Медаль «Ветеран труда» (1985)
- Грамота Президиума Верховного Совета БССР (1979)[1]